# 2809 Vernadszkij
A 2809 Vernadszkij (ideiglenes jelöléssel 1978 QW2) a Naprendszer kisbolygóövében található aszteroida. Nyikolaj Sztyepanovics Csernih fedezte fel 1978. augusztus 31-én.